# Естрела-Льопис Рафаель Філібертович
Рафае́ль Філібе́ртович Естре́ла-Льо́пис (ісп. Rafael Filibertovich Estrela Llopis; 3 серпня 1918, Вільянуева-де-Кастельйон, Валенсія, Іспанія — 22 травня 2008, Київ, Україна) — український філолог, літературознавець та перекладач іспанського походження.

## Життєпис
Народився 3 серпня 1918 року в селі Вільянуева-де-Кастельйон у провінції Валенсія.
У 1936—1939 роках брав участь у Громадянській війні в Іспанії на боці республіканців. Під час війни навчався в авіаційній школі в Іспанії, а наприкінці 1938 року був відправлений на навчання до Кіровобада (нині Гянджа, Азербайджан). Саме в той час фалангісти остаточно перемогли у війні, через що Естрела-Льопис не зміг повернутися в Іспанію.
Брав участь у німецько-радянській війні на боці СРСР.
1942 року вступив до Комуністичної партії Іспанії, а 1956 — до КПРС.
1948 року закінчив Харківський інститут іноземних мов. Того ж року влаштувався працювати в новоствореному Київському педагогічному інституті іноземних мов та двічі (в 1948—1955 і 1961—1975) був завідувачем кафедри іспанської філології. 1982 року вступив до Спілки письменників України.
Рафаель Естрела-Льопис перекладав твори іспанської літератури на українську та твори української літератури та написані російською мовою, зокрема Тараса Шевченка та Івана Франка, — на іспанську. Писав статті для Української радянської енциклопедії про іспанську, каталонську та португальську літератури.

## Переклади
На українську
- п'єса «Викрадення сабінянок» Хорхе Саламеа (з Борисом Теном)
- роман «Прибій» Хуана Гойтісоло (з К. Антоненко)
- роман «Околиці» Хуана Гойтісоло (з О. Стаєцьким)[3]

На іспанську
Із публікації вибраних творів Тараса Шевченка («Obras escogidas», Москва, 1964)
- повість «Художник»
- драма «Назар Стодоля»
- поеми «Перебендя», «Тарасова ніч», «Катерина», «Марія»
- «Автобіографія»[3][4]

Із публікації вибраних творів Івана Франка («Obras escogidas», Москва, 1972)
- драма «Украдене щастя»
- оповідання «Свинська конституція», «Ліси і пасовиська», «До світла» та ін.

Автор іспаномовних перекладів творів Олександра Корнійчука, Ярослава Галана, Олександра Копиленка та інших).

## Нагороди
- Орден Червоної Зірки (6 січня 1943)
- Орден Червоного Прапора (7 березня 1943)
- Медаль «За відвагу»
- Медаль «За оборону Кавказу»
- Медаль «Партизанові Вітчизняної війни» I ступеня
- Медаль «40 років перемоги у Великій Вітчизняній війні 1941—1945 рр.»[2]

## Сім'я
Мав сина Вікторіо — фахівця з колоїдної хімії, кандидата хімічних наук, провідного наукового співробітника Інституту біоколоїдної хімії НАН України.